# Caenocryptus erasus
Caenocryptus erasus là một loài tò vò trong họ Ichneumonidae.